# Carlia peronii
Carlia peronii — вид сцинкоподібних ящірок родини сцинкових (Scincidae). Ендемік Індонезії. Вид названий на честь французького натураліста Франсуа Перона.

## Поширення і екологія
Carlia peronii мешкають на Західному Тиморі, а також на островах Семау, Ветар, Роте і Алор. Вони живуть на узліссях тропічних лісів, в саванах, садах і людських поселеннях.